# Apogon gilberti
Apogon gilberti es una especie de pez de la familia de los apogónidos en el orden de los perciformes.

## Morfología
Los machos pueden llegar a alcanzar los 5 cm de longitud total.

## Distribución geográfica
Se encuentran al oeste del Pacífico: Filipinas, Molucas, Palaos, las Ryukyu y Nueva Caledonia.